# ベルリン東駅
ベルリン東駅（ベルリンひがしえき、ドイツ語：Berlin Ostbahnhof）はドイツの首都ベルリン・フリードリヒスハイン地区（現在はフリードリヒスハイン＝クロイツベルク区の一部）にある鉄道駅である。

## 概要
第二次世界大戦後は東ベルリンに属し、2006年5月26日のベルリン中央駅開業まで西ベルリンのベルリン動物園駅とともにベルリン市内における長距離列車の主要ターミナルだった。新ベルリン中央駅開業後は多くの列車の経路が見直され、南北方向の新線経由となるものが増えた。結果、東駅を経由する長距離列車は減少している。

## 駅構造
島式4面8線と単式1面1線の高架駅。

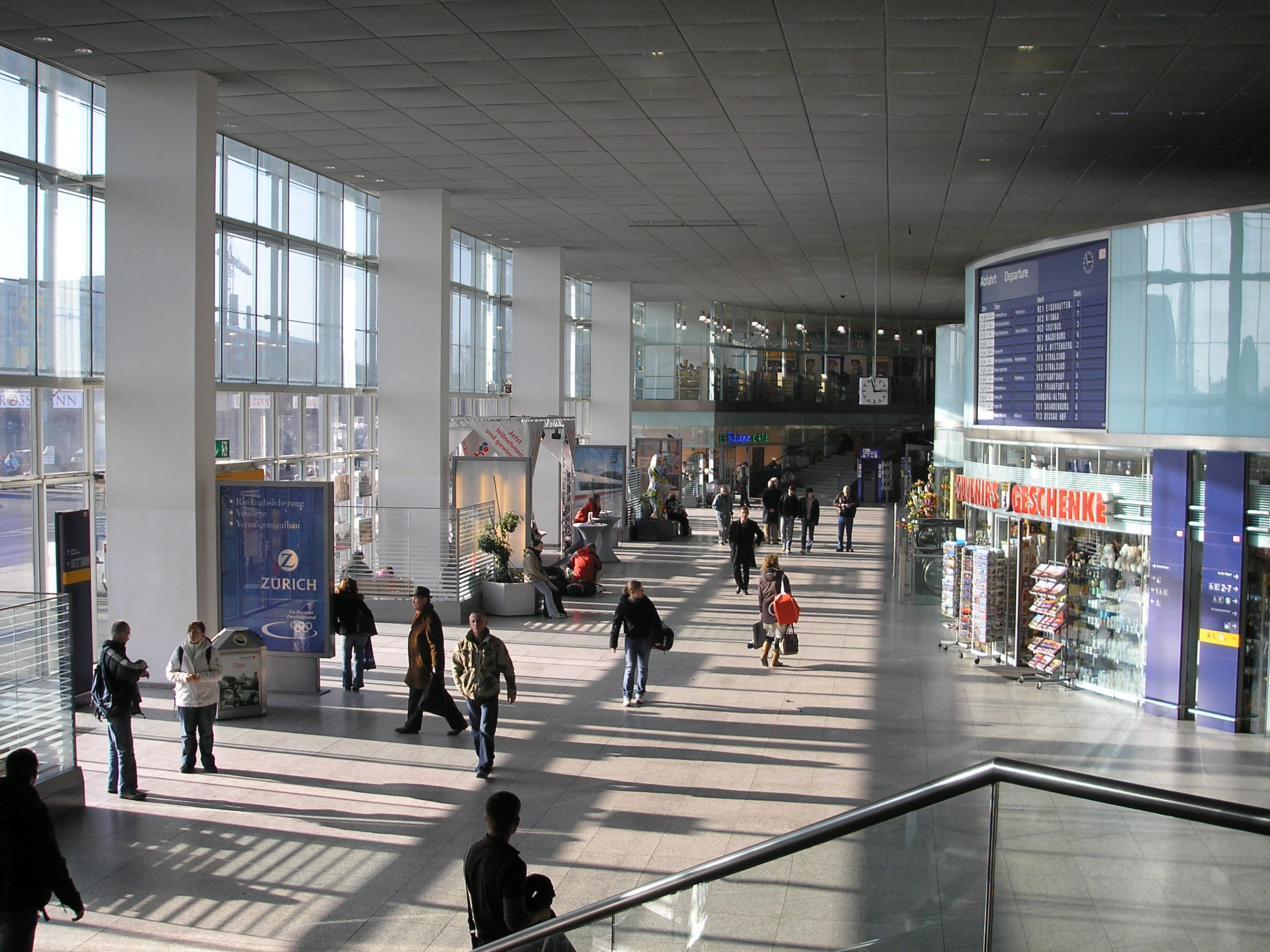
メインホール
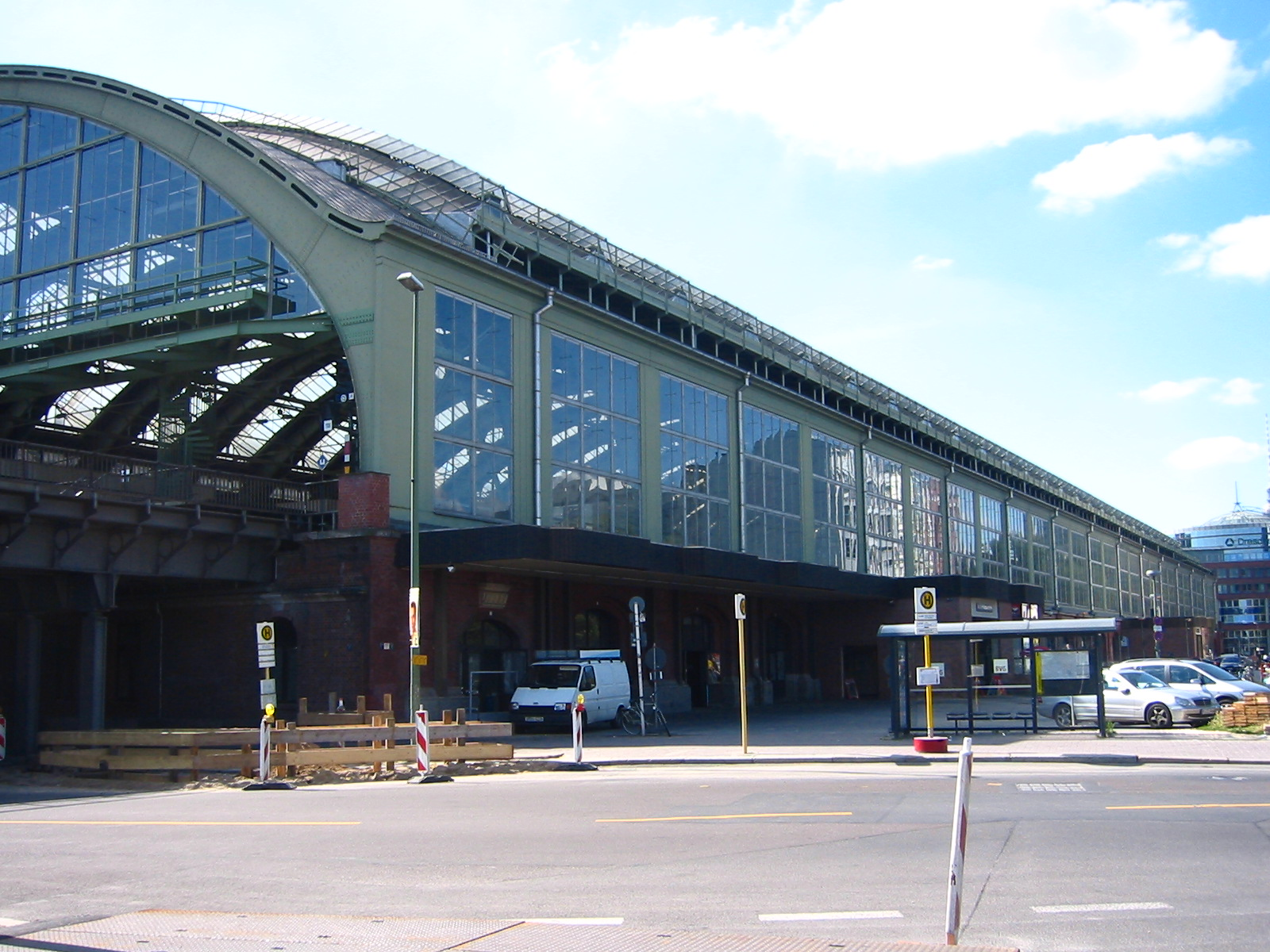
トレイン・シェッド外観
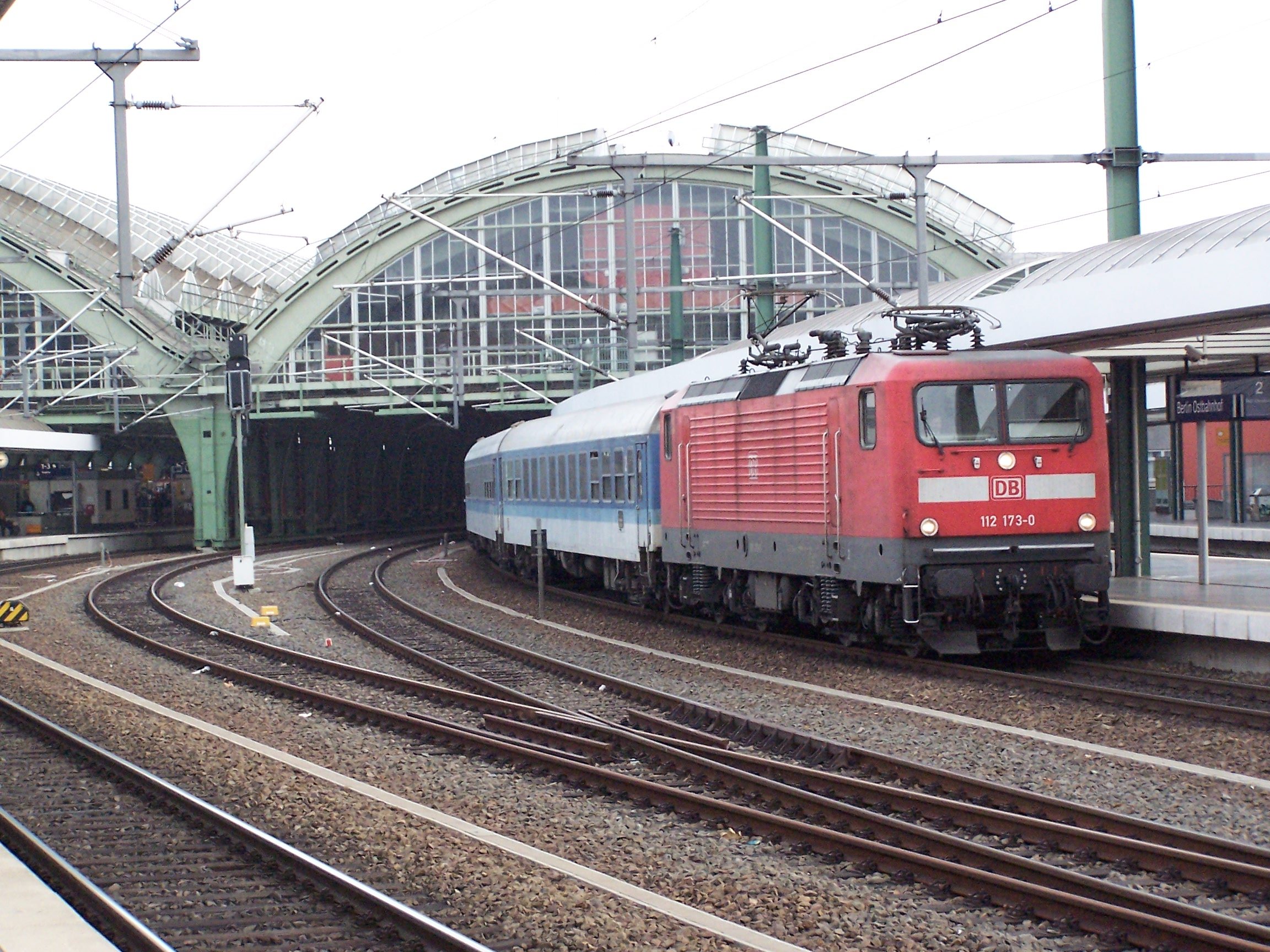
駅構内

## 駅周辺
駅の南側にシュプレー川があるほかは、繁華街などはなく比較的閑散とした場所だった。しかし駅に隣接する操車場跡地などの再開発が進められている。
なおベルリンの壁が駅付近のシュプレー川沿いにある。現在はイーストサイドギャラリーとして、東方向に1.3kmの長さで残されている。

## 沿革
ベルリン東駅はフランクフルト駅 (Frankfurter Bahnhof) と称し、約100km離れたフランクフルト・アン・デア・オーダーまでの鉄道のターミナル駅として1842年開業した。最初の建物は現在地よりやや北側に位置していた。1845年に鉄道会社の合併により、ニーダーシュレージエン＝マルク駅 (Niederschlesisch-Märkischer Bahnhof) と改称された。さらに、1852年にプロイセン王国政府によって買収されると再び改称され、シュレージエン駅 (Schlesischer Bahnhof) となり、プロイセン東線のターミナルとなる。1882年、ベルリン都心部を東西に貫くSバーン・市街線の建設が開始された際に、現在地に移転した。なお、当駅は地下鉄の接続がなく、計画もされなかった。
当駅は第二次世界大戦中に甚大な被害を受けたが、戦後東ドイツ国鉄 (DR) によって再建され、1950年にベルリン東駅に改名した。ドイツの東西分割後はベルリン＝リヒテンベルク駅と共に東ベルリンの長距離列車ターミナルとして機能する。
1987年には、東ベルリンの中央駅として改築工事が開始され、堂々と「ベルリン中央駅  (Berlin Hauptbahnhof)」と言う名称を使い始めた。駅の再構築計画では東側諸国の高官を迎え入れるためのホテルや迎賓施設などを建築するなど、かなりの面積を必要とした。
しかし、1989年にはベルリンの壁が崩壊して東ドイツの社会主義体制が崩壊したために工事は頓挫してしまい、結局、1990年のドイツ再統一までに一部の工事が完成したのみだった。なお、ホテル部分は1990年代前半までに解体されている。
東西ベルリンの統合後の1998年に、もとのベルリン東駅に戻された。その後、駅の再整備計画が再開されて2002年に完了した。東ドイツ時代の面影はあまり残っていない。

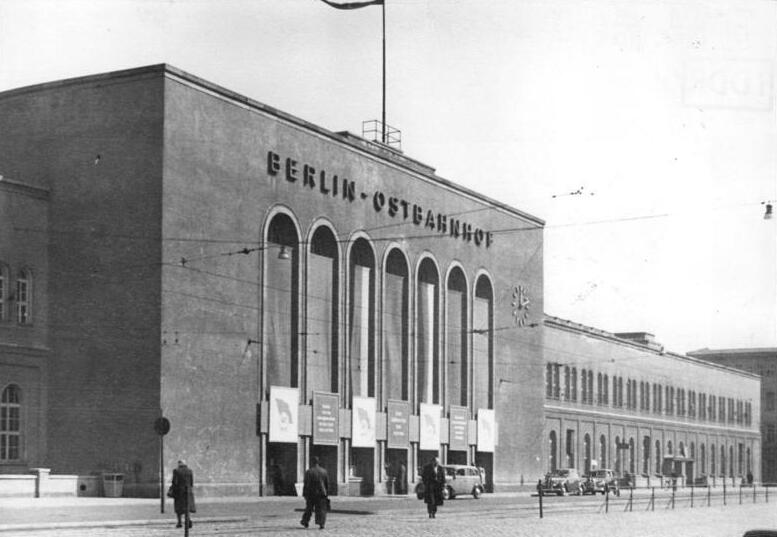
1954年のベルリン東駅
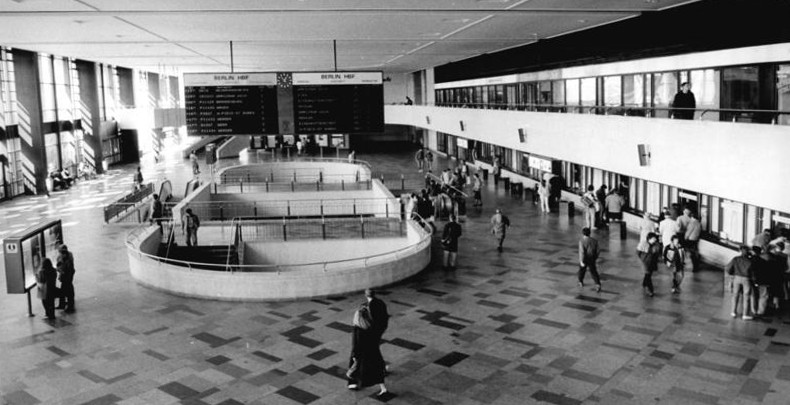
東ドイツ時代末期の構内（1989年4月）
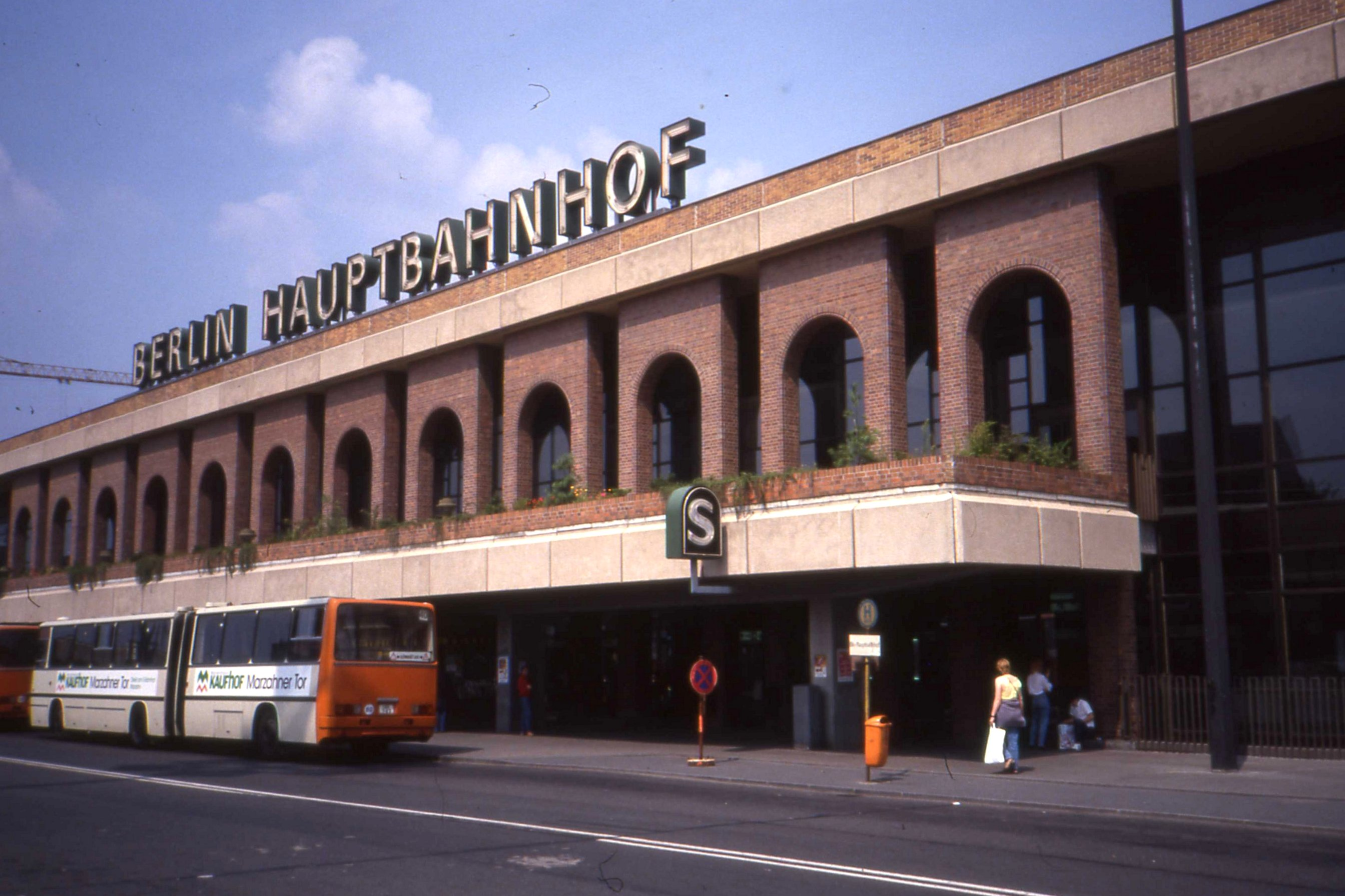
東ドイツ時代末期の駅舎（1990年8月）

## 隣の駅
ドイツ鉄道
ICE10・ICE11・ICE12・ICE75・ICE76・IC140
ベルリン中央駅 - ベルリン東駅
EC95 ベルリン-ワルシャワエクスプレス
ベルリン中央駅 - ベルリン東駅 - フランクフルト（オーダー）駅
IC56
ベルリン中央駅 - ベルリン東駅 - フランクフルト（オーダー）駅
RE2
アレクサンダー広場駅 - ベルリン東駅 - ケーニヒス・ヴスターハウゼン駅
RE
アレクサンダー広場駅 - ベルリン東駅 - カールスホルスト駅/エルクナー駅
ベルリンSバーン
■5号線・■7号線・■75号線
ヤノヴィッツ橋駅 - ベルリン東駅 - ワルシャワ通り駅